# Dyacopterus rickarti
Dyacopterus rickarti é uma espécie de morcego da família Pteropodidae. Endêmica das Filipinas, registrada em Luzon e Mindanao.